# Älganäs naturreservat
Älganäs är ett naturreservat i Tingsås socken i Tingsryds kommun i Småland (Kronobergs län).
Reservatet är skyddat sedan 2008 och är 100 ha stort varav 48 hektar är land. Det är beläget några km söder om Tingsryd på en halvö i sjön Tikens östra del och består av skogar med mycket ädellöv och löväng.
Skogen i reservatet är varierad men utgörs till stor del av ädellövskog med ek och bok. I mer fuktiga områden finns gran, björk, al och asp. Rester av äldre tiders odlingslandskap förekommer i form av odlingsrösen och stengärden.